# 苗永瑞
苗永瑞（1930年12月3日—1996年6月11日），男，原籍山东桓台，生于山东济南，中国天体测量及时间频率专家，中国科学院院士。曾任中国科学院上海天文台研究员、陕西天文台名誉台长。

## 生平
1951年毕业于齐鲁大学天算系。1991当选为中国科学院院士（学部委员）。